# Бретей (Иль и Вилен)
Бретей (фр. Breteil) — коммуна на северо-западе Франции, находится в регионе Бретань, департамент Иль и Вилен, округ Ренн, кантон Монфор-сюр-Мё. Расположена в 18 км к западу от Ренна, в 3 км от национальной автомагистрали N12. Через территорию коммуны проходит железнодорожная линия Париж-Брест, в 1 км к югу от ее центра находится железнодорожная станция Бретей.
Население (2018) — 3 620 человека. 

## Достопримечательности
- Церковь Святого Мало XVI века

## Экономика
Структура занятости населения:
- сельское хозяйство — 14,2 %
- промышленность — 19,9 %
- строительство — 10,7%
- торговля, транспорт и сфера услуг — 39,3 %
- государственные и муниципальные службы — 15,9 %

Уровень безработицы (2018) — 8,3 % (Франция в целом —  13,4 %, департамент Иль и Вилен — 10,4 %). 

Среднегодовой доход на 1 человека, евро (2018) — 22 200 (Франция в целом — 21 730, департамент Иль и Вилен — 22 230).

## Демография
Динамика численности населения, чел.

## Администрация
Пост мэра Бретея с 2020 года занимает Изабель Озу (Isabelle Ozoux). На муниципальных выборах 2020 года возглавляемый ею независимый список победил во 2-м туре, получив 53,38 % голосов.
| Период | Период | Фамилия      | Партия       | Примечания                                          |
| ------ | ------ | ------------ | ------------ | --------------------------------------------------- |
| 1963   | 1983   | Луи Рено     |              | коммерсант                                          |
| 1983   | 2020   | Жозеф Ле Лес | Разные левые | учитель                                             |
| 2020   |        | Изабель Озу  |              | работник агентства содействия занятости Pôle emploi |

## Города-побратимы
- Квильч, Польша